# Юго, Антуан
Антуан Юго́ (фр. Antoine Hugot; 1761, Париж — 18 сентября 1803, Париж) — французский флейтист, педагог и композитор.
Ещё в ранней молодости он стал известен как замечательный флейтист. Учился у Феликса Ро и Атиса (фр. Jean Baptiste Atys).
Играл первую флейту в оркестре парижского театра Итальянской Оперы. В 1795 в только что основанной Парижской консерватории получил место одного из профессоров флейты. Именно Юго составил план обучения на флейте в этом учебном заведении.
Автор шести концертов, множества сонат, дуэтов, трио, сборника «25 больших этюдов», и другой музыки для флейты, которая ценится и в наши дни. Работал над учебником игры на флейте (фр. Méthode de Flûte), который оставил незавершённым, — материалы, подготовленные Юго, обработал и свёл в единое целое другой профессор консерватории, Иоганн Георг Вундерлих, и в 1804 г. книга была издана под двумя именами и принята в консерваторской программе.
В возрасте 42 лет покончил с собой.

## Источник
- François-Joseph Fétis. Biographie universelle des musiciens et bibliographie générale de la musique, том 5. ― Брюссель, Meline, Cans et Companie, 1839.